# Orthotylus spinosus
Orthotylus spinosus är en insektsart som beskrevs av Knight 1925. Orthotylus spinosus ingår i släktet Orthotylus och familjen ängsskinnbaggar. Inga underarter finns listade i Catalogue of Life.